# Qüestió espanyola (Nacions Unides)
Es coneix com a Qüestió espanyola al conjunt de circumstàncies geopolítiques i diplomàtiques que van marcar la relació entre Espanya i les Nacions Unides entre 1945 i 1955, centrades en el fet que l'ONU li va negar l'ingrés en l'organització a causa de la simpatia que el règim de Franco va tenir cap a les potències de l'eix feixista, derrotades en la Segona Guerra Mundial.

## Antecedents

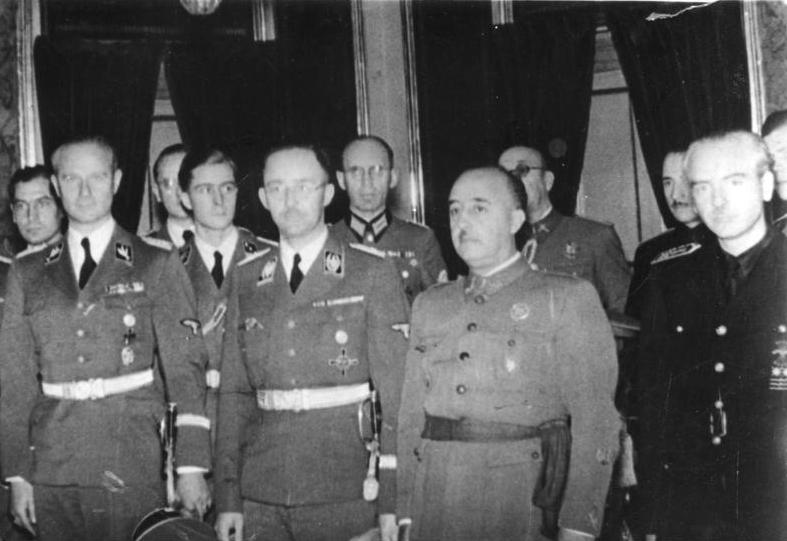
El general Franco junt al dirigent nazi Heinrich Himmler, durant la seva visita a Madrid (1940).

Quan es va iniciar la Segona Guerra Mundial l'1 de setembre de 1939, el règim franquista va proclamar que Espanya es mantindria neutral a causa de la mala situació econòmica del país després de la Guerra Civil Espanyola. Però les victòries alemanyes sobre els Països Baixos, Bèlgica i França al juny de 1940 i l'entrada en la guerra d'Itàlia del costat d'Alemanya (el dia 10), van canviar la situació. D'aquesta forma, el 13 de juny de 1940, quan els alemanys eren a punt d'entrar a París, el general Franco abandonava la "estricta neutralitat" i es declarava "no bel·ligerant", que era l'estatus que tenia Itàlia abans d'entrar en la guerra. L'endemà les tropes espanyoles ocupaven Tànger, ciutat internacional que va quedar incorporada de fet al Protectorat espanyol del Marroc.
El novembre de 1942 tropes britàniques i estatunidenques van desembarcar en el nord d'Àfrica per desallotjar l'Afrika Korps alemany i les tropes italianes. Per a Franco era la fi de les seves aspiracions de conquesta i un possible risc d'invasió per part dels aliats donat el seu alineament amb Alemanya i Itàlia. No seria sinó fins a la caiguda de Mussolini al juliol de 1943 després del desembarcament aliat a Sicília, quan el general Franco va tornar a la "estricta neutralitat" en contra dels seus desitjos, ordenant al novembre la retirada del front rus de la Divisió Blava.
A causa de la simpatia del franquisme amb les potències de l'eix, els vencedors de la guerra van excloure Espanya de l'ordenament internacional de postguerra.

## Origen de la qüestió
La qüestió espanyola va sorgir en la Conferència de San Francisco. Durant aquesta conferència, per iniciativa de les delegacions d'Austràlia i Mèxic, es va adoptar una moció que, sense esmentar explícitament a Espanya, se'n feia referència amb aquests termes:
| « | A propòsit del paràgraf 2 del capítol III, la delegació de Mèxic considera que aquest paràgraf no podrà aplicar-se a Estats els règims dels quals van ser establerts amb l'ajuda de forces militars de països que han lluitat contra les Nacions Unides, mentre que aquests règims romanguin en el poder. | » |

Espanya no va estar present en la conferència. No obstant això, prominents líders republicans espanyols sí van estar en la conferència, exercint una influència notòria sobre diverses delegacions, estesa cap a les condicions d'ingrés en les Nacions Unides.
En la conferència de Potsdam, la qüestió sobre com procedir amb l'Espanya de postguerra va ser una de les primeres a ser tractada. En aquest sentit, Stalin estava, en certa forma, buscant revenja contra el règim franquista degut, en part, al fet que aquest règim havia enviat a la Divisió Blava (combatent amb les forces armades alemanyes) a la Unió Soviètica durant la Segona Guerra Mundial.
En aquesta conferència, les tres potències vencedores en la Segona Guerra Mundial (Estats Units, Gran Bretanya i la Unió Soviètica) van fer pública una declaració sobre aquest tema:
| « | Els tres governs, no obstant això, se senten obligats a declarar que, per la seva banda, no recolzaran cap sol·licitud d'ingrés (a l'ONU) del present Govern espanyol, el qual, havent estat establert amb el suport de les potencies de l'eix, no posseeix, en raó dels seus orígens, la seva naturalesa, el seu historial i la seva associació estreta amb els països agressors, les qualitats necessàries per justificar aquest ingrés. | » |

## La resolució 39
A l'ONU, el tema d'Espanya va ser un dels primers a ser tractat per l'organització, per iniciativa de la delegació de Polònia. Entre maig i juny de 1946, el Consell de Seguretat de l'ONU va fer un estudi sobre la situació política a Espanya, arribant a les següents conclusions:
- El règim de Franco era de naturalesa feixista, establert amb ajuda del règim nazi d'Alemanya i el règim feixista d'Itàlia.
- Malgrat les protestes aliades, Franco va ajudar a les potències de l'eix enviant la Divisió Blava a la Unió Soviètica i apoderant-se de Tànger en 1940.

- Franco, juntament amb Hitler i Mussolini, va ser culpable de la conspiració que va resultar en la Segona Guerra Mundial, en la qual es va ajornar la bel·ligerància de Franco fins al moment que s'acordés mútuament.[3][4]

Convençuda que el règim franquista va ser imposat al poble espanyol per la força amb l'ajuda de les potències de l'Eix (a les quals va ajudar durant la guerra) i que no representava al poble espanyol, fent impossible la participació en assumptes internacionals del poble espanyol amb les Nacions Unides, el 12 de desembre de 1946 l'Assemblea General va adoptar la Resolució 39, mitjançant la qual s'excloïa al govern espanyol d'organismes internacionals i conferències establertes per les Nacions Unides. A més, la resolució va recomanar al Consell de Seguretat prendre les mesures necessàries si en un "temps raonable" no s'establia un nou Govern l'autoritat del qual emanés del consentiment dels governats. Així mateix, la resolució va recomanar la retirada immediata dels ambaixadors i ministres plenipotenciaris acreditats davant el govern d'Espanya. La resolució va ser aprovada amb 34 vots a favor, 6 vots en contra, 13 abstencions i una absència.
L'endemà de l'aprovació de la resolució, el règim franquista va respondre amb una gran manifestació en la Plaça d'Oriente reivindicant l'orgull nacional enfront de l'hostilitat estrangera i apel·lant a l'autosuficiència del poble espanyol. Aquestes sancions no van aconseguir afeblir al règim, que en política interior va reaccionar amb una campanya propagandística que va aconseguir enfortir Franco a força d'agitar el fantasma de les "ingerències de l'exterior". Tampoc internacionalment van assortir grans efectes, més enllà de constituir un símbol de l'ostracisme internacional de la dictadura. Alguns països (especialment Argentina) no van acatar la recomanació de retirar als seus ambaixadors, mentre que molts altres senzillament van deixar a càrrec de les seves legacions a encarregats de negocis. A més, la dictadura franquista va sortejar el temporal mitjançant les crides polítiques de substitució, bastint ponts amb repúbliques hispanoamericanes i països àrabs a l'espera que els països occidentals, impulsats per la Guerra Freda, rectifiquessin la seva actitud vers Espanya.

### Votació
A favor
Austràlia, Bèlgica, Belarús, Bolívia, Brasil, Txecoslovàquia, Xile, Xina, Dinamarca, Estats Units, Etiòpia, Filipines, França, Guatemala, Haití, Índia, Iran, Islàndia, Israel, Libèria, Luxemburg, Mèxic, Nicaragua, Noruega, Nova Zelanda, Panamà, Paraguai, Polònia, Regne Unit, Suècia, Ucraïna, Unió Soviètica, Uruguai, Veneçuela, Iugoslàvia.
En contra
Argentina, Costa Rica, Equador, El Salvador, Perú, República Dominicana.
Abstencions
Afganistan, Aràbia Saudita, Canadà, Colòmbia, Cuba, Egipte, Grècia, Hondures, Líban, Països Baixos, Síria, Sud-àfrica, Turquia.
Absents
Iraq.

## La resolució 386
No obstant això, la Guerra Freda va fer que el govern dels Estats Units canviés la seva actitud envers el règim franquista, en considerar que Espanya, a causa de la seva situació geogràfica i el seu govern anticomunista, seria útil per als plans de l'anomenat "món lliure". En aquestes condicions, Espanya anava guanyant simpaties entre diversos països membres de l'ONU. El gener de 1950, el periòdic estatunidenc The New York Times va publicar una carta del secretari d'estat Dean Acheson en la qual admet que la resolució 39 ha estat un fracàs, esmentant que el govern estatunidenc estava en disposició de recolzar una resolució que acabés amb tots dos aspectes. No obstant això, se seguia condemnant al règim franquista argumentant que la política duta a terme ha estat errònia, però no en la condemna moral de la dictadura de Franco, la qual cosa explica que els Estats Units hagi exclòs a Espanya del Pla Marshall i que no hagi estat convidat a unir-se a l'OTAN.
El 4 de novembre de 1950, l'Assemblea General va adoptar la resolució 386, mitjançant la qual es revocava la recomanació de retirada d'ambaixadors i ministres acreditats davant el govern espanyol al mateix temps que es revocava la recomanació que impedia a Espanya ser membre dels organismes internacionals establerts per les Nacions Unides o vinculats per aquestes. La resolució va ser aprovada amb 38 vots a favor, 10 en contra, 12 abstencions i cap absència.

### Votació
A favor
Afganistan, Aràbia Saudita, Argentina, Bèlgica, Bolívia, Brasil, Canadà, Xile, Xina, Colòmbia, Costa Rica, Equador, Egipte, El Salvador, Estats Units, Filipines, Grècia, Haití, Hondures, l'Iraq, Iran, Islàndia, Líban, Libèria, Luxemburg, Nicaragua, Països Baixos, Pakistan, Panamà, Paraguai, Perú, República Dominicana, Síria, Sud-àfrica, Tailàndia, Turquia, Veneçuela, Iemen.
En contra
Belarús, Txecoslovàquia, Guatemala, Israel, Mèxic, Polònia, Ucraïna, Unió Soviètica, Uruguai, Iugoslàvia.
Abstencions
Austràlia, Birmània, Cuba, Dinamarca, Etiòpia, França, Regne Unit, Índia, Indonèsia, Noruega, Nova Zelanda, Suècia.
Absents
Cap.

## La fi de la qüestió
Aquesta resolució va obrir el camí per a la incorporació d'Espanya al sistema de les Nacions Unides, iniciada en 1951 amb la incorporació a organismes adscrits com la UPU, la UIT, la FAO i l'OMS, i completada amb l'ingrés d'Espanya a l'ONU en 1955.